# Sciences morales
Les sciences morales sont un ensemble de disciplines scientifiques qui désignent l'étude des mœurs d'une société.
La notion de science morale était très développée au XIXe siècle. Elle a été remplacée au XXe siècle par les notions de sciences humaines et de sciences sociales.